# Алабама Тъндърпуси
„Алабама Тъндърпуси“, за кратко ATP, (първоначално познати като Alabama Thunder Pussy), е американска метъл група, смесваща успешно южняшки рок и пънк, образувана в Ричмънд, Вирджиния. През бандата преминават много членове, включително три водещи вокалиста. Най-известният им запис е River City Revival.

## Дискография
- Rise Again (1998)
- River City Revival (1999)
- Constellation (2000)
- Staring at the Divine (2002)
- Fulton Hill (2004)
- Open Fire (2007)